# Мария Тереза Бурбон-Сицилийская (1867—1909)
Мария Тереза Магдалена Бурбон-Сицилийская (итал. Principessa Maria Teresa Maddalena di Borbone delle Due Sicilie, 15 января 1867, Цюрих — 1 марта 1909, Канны) — принцесса из дома Сицилийских Бурбонов, в браке — принцесса Гогенцоллерн.

## Биография
Единственная дочь принца Луиджи Бурбон-Сицилийского и его супруги баварской принцессы Матильды Людовики. По отцу она внучка короля Обеих Сицилий Фердинанда II и его супруги Марии Терезы Австрийской, по матери — герцога Максимилиана Баварского и Людовики Баварской. Приходилась племянницей императрице Сисси, а также последней королеве Обеих Сицилий Марии Софии Баварской.
27 июня 1889 года принцесса вышла замуж за принца Вильгельма Гогенцоллерна, представителя католической ветви династии Гогенцоллернов. В 1905 году супруги получили титул «Их Королевские Высочества принц и принцесса Гогенцоллерны». В браке родилось трое детей:
- Августа Виктория Гогенцоллерн-Зигмарингенская (1890—1966) — супруга португальского короля в изгнании Мануэля II;
- Фридрих Гогенцоллерн-Зигмаринген (1891—1965) — женился на принцессе Маргарите Кароле Саксонской;
- Франц Йозеф Гогенцоллерн-Эмден (1891—1964) — принял титул принца Гогенцоллерн-Эмден, женился на Марии Алисе Саксонской;

На протяжении многих лет принцесса испытывала сильные боли в области спинного мозга. Она каждый год проводила много времени на европейских курортах для поддержания своего слабого здоровья. Летом, обычно, в Бад-Тёльце, зимой — в Каннах на юге Франции. Остальной время жила в Зигмарингене. Супруг и дети часто навещали Марию Терезу на курортах, особенно по праздникам.
Принцесса Мария Тереза умерла 1 марта 1909 года в Каннах в возрасте 42 лет после борьбы с рассеянным склерозом. Её супруг вступил во-второй брак с баварской принцессой Адельгундой Баварской (1870—1958). В этом браке детей не было. Вильгельм умер в 1927 году.
Мария Тереза была Дамой немецкого Ордена Луизы.

## Титулы
- 15 января 1867 — 27 июня 1889: Её Королевское Высочество Принцесса Бурбон-Сицилийская
- 27 июня 1889 — 8 июня 1905: Её Королевское Высочество Наследная принцесса Гогенцоллерн, принцесса Бурбон-Сицилийская
- 8 июня 1905 — 1 марта 1909: Её Королевское Высочество Принцесса Гогенцоллерн, принцесса Бурбон-Сицилийская